# Fratelli Flores Magón

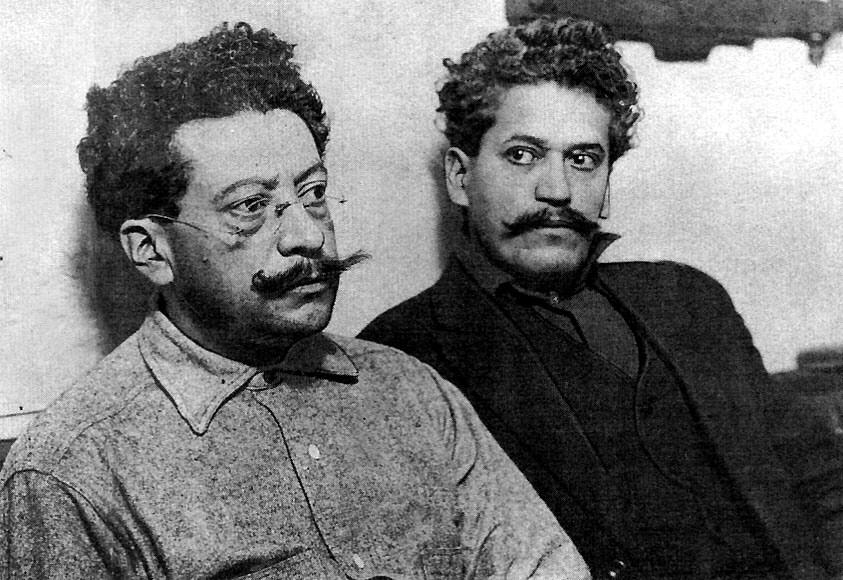
I fratelli Ricardo (a sinistra) e Enrique Flores Magón incarcerati a Los Angeles nel 1917

I fratelli Flores Magón sono considerati i precursori della rivoluzione messicana. Erano tre giovani intellettuali e giornalisti di ideologia anarco-comunista  oppositori alla dittatura di Porfirio Díaz, che organizzarono le prime insurrezioni all'inizio del Novecento soprattutto nella Bassa California.
I fratelli Flores Magón erano:
- Enrique (1877–1954)
- Jesús (1871–1930)
- Ricardo (1874–1922)